# Mellicta veragrorum
Mellicta veragrorum är en fjärilsart som beskrevs av Ruggero Verity 1935. Mellicta veragrorum ingår i släktet Mellicta och familjen praktfjärilar. Inga underarter finns listade i Catalogue of Life.